# Российско-корейский договор (1884)
Российско-корейский договор 1884 года, оригинальное название Договор об взаимоотношениях и торговле между Россией и Кореей — дипломатический документ, заключённый между представителями Российской Империей и Кореи 25 июня 1884 года.

## Предпосылка
В 1876 году Корея заключила торговый договор с Японией после того, как японские корабли подошли к Канхвадо и пригрозили открыть огонь по корейской столице. Переговоры по договору с несколькими западными странами стали возможными благодаря завершению первоначальной инициативы Японии.
В 1882 г. американцы заключили договор и установили дипломатические отношения, которые послужили образцом для последующих переговоров с другими западными державами.

## Условия
Русские и корейцы заключили и одобрили договор, состоящий из нескольких пунктов, с аналогичными положениям других западных стран.
Министры от России в Корею были назначены в соответствии с договором: Карл Иванович Вебер, назначен 14 октября 1885 года; Алексей Шпейер, назначен 28 марта 1898 года; Павел Павлов, назначен 13 декабря 1898 года.
Договор оставался в силе даже после того, как Япония установила протекторат над Кореей в 1905 году.